# 퓨리 325

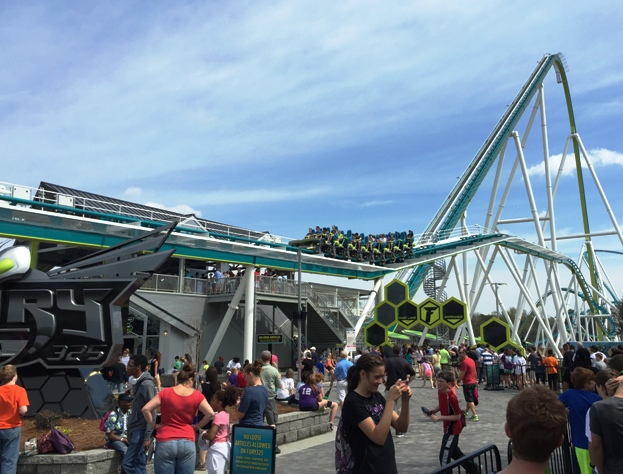

퓨리 325(영어: Fury 325)는 미국 노스캐롤라이나주 샬럿에 있는 놀이공원 캐로윈즈에 있는 롤러코스터이다. 325 피트 (99m) 상공에서 급강하하며, 세계에서 다섯번째로 높은 곳에서 떨어지는 롤러코스터이다. 2015년 3월 4일 시범운행을 하였으며, 28일 정식 오픈하였다.